# Répandise

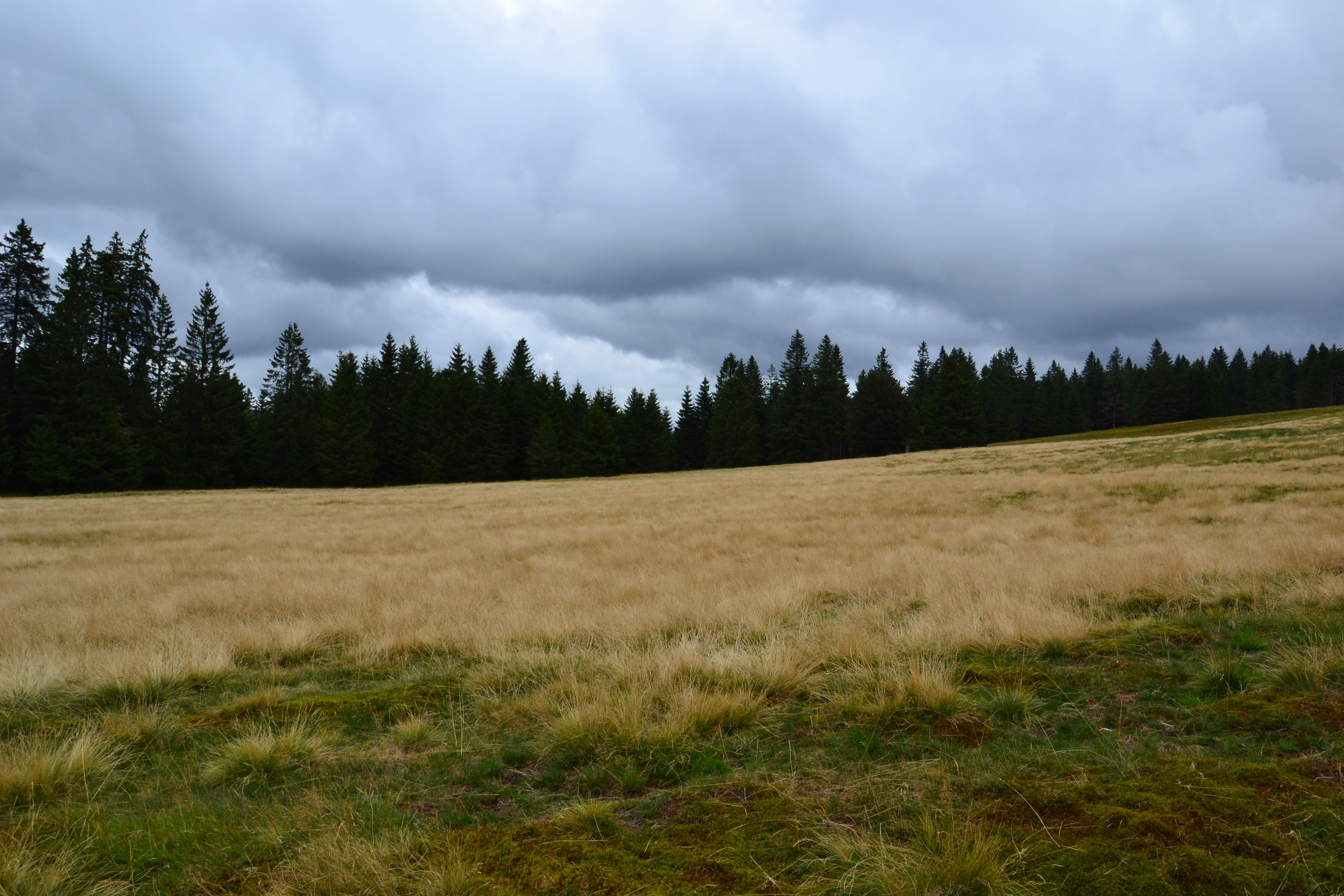
Chaume Sérichamp.

Répandise est un terme régional que l'on trouve dans les sources d'archive et qui désigne la forêt limitrophe de la chaume, c'est-à-dire le pâturage d'estive, dans les Vosges.

## Une composante du haut pâturage vosgien
Une chaume vosgienne, côté alsacien ou lorrain, se compose de la pelouse sommitale et de la répandise ; les bâtiments d'exploitation du marcaire (on dit aussi marquard pour un vacher dans les Vosges romanes) dépendent de l'une comme de l'autre. La pelouse attire les troupeaux de bovins en transhumance provenant essentiellement des vallées alsaciennes, c'est la composante majeure de la chaume qui est à l'origine de la fabrication du fromage AOC munster-géromé. La répandise incluse dans le contrat de location des pasteurs offre de l'ombre au bétail en été quand le soleil devient trop chaud sur les croupes déboisées des sommets vosgiens. Les vachers y pratiquent la vaine pâture en complément de nourriture pour le troupeau. Le rôle économique joué par la répandise dans l'exploitation pastorale des chaumes est donc essentiel,.
La répandise apporte le bois aux marcaires, ils peuvent  se servir autant qu'ils le souhaitent  dans les forêts de répandise pour l'entretien des bâtiments (chaume, chalet, Schopf, laiterie…), le chauffage et surtout la cuisson du lait pour réaliser le fromage. Pendant environ 4 mois, le marcaire entretient un feu jour et nuit ; cela explique les dégâts assez importants par la pratique de l'estivage dans les pré-bois des chaumes. À la fin du XVIIIe siècle, on estime dans les documents d'archives des Eaux et Forêts que 600 stères de bois ont été consommées en une année dans les marcairies.

## Essences d'arbres de la répandise
La répandise est constituée de hêtraies d'altitude dans sa partie supérieure proche de la chaume, et de hêtraie-sapinières dans la partie inférieure. 

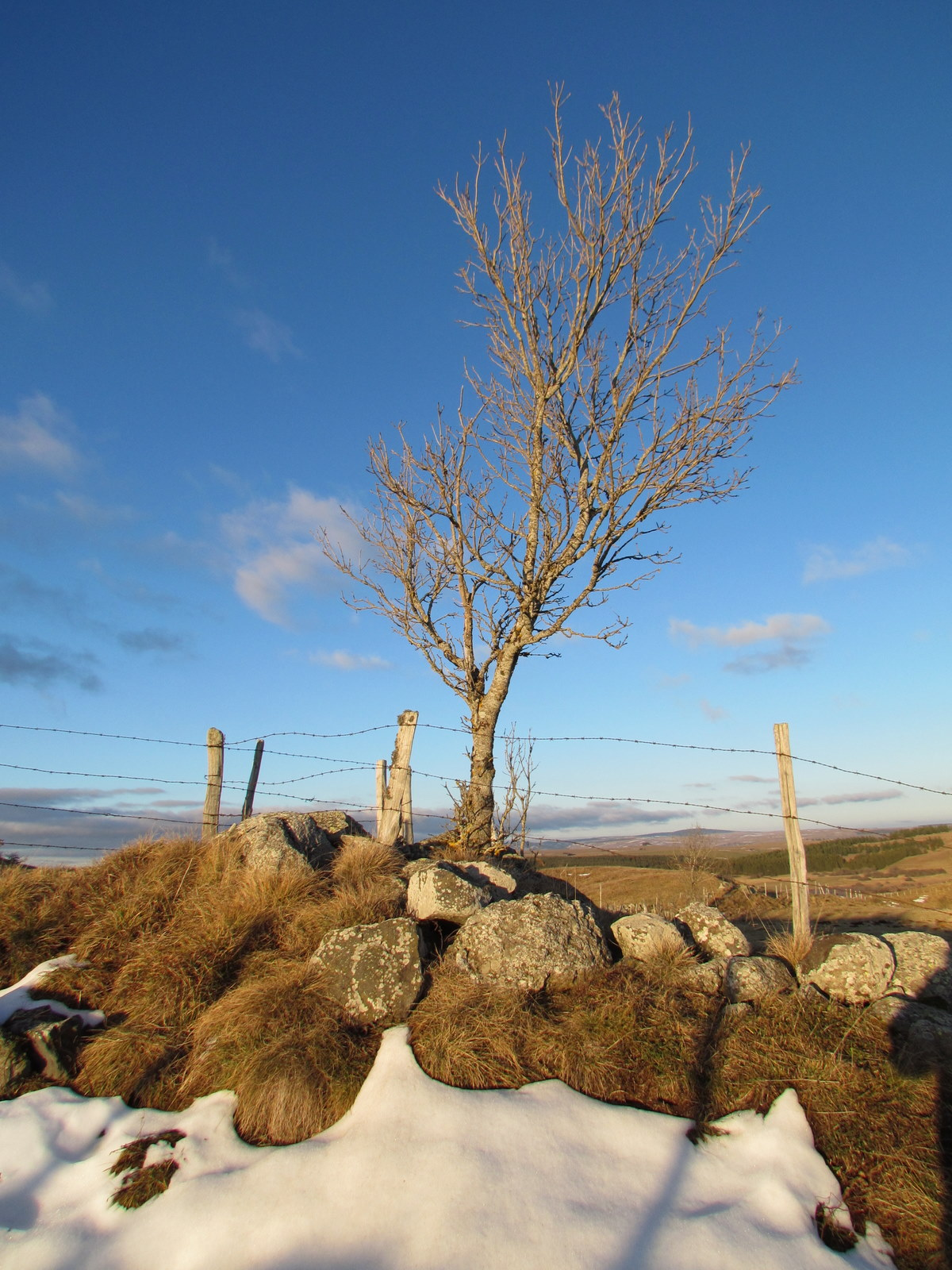
Hêtre d'altitude marqué par les intempéries de moyenne montagne, ici le Cantal.

C'est la hêtraie d'altitude qui souffrit jadis le plus du déboisement, d'abord en raison de la proximité immédiate de la chaume, ensuite parce que les conditions climatiques des ballons vosgiens ne sont pas propices à une régénération rapide de telles hêtraies à cette altitude. 
Les hêtres rabougris en altitude, souvent rampants ou en forme de drapeau à cause des vents d'ouest violents, ne dépassent pas souvent les 1 200 m d'altitude. Au XVIIIe siècle, la hêtraie d'altitude avait quasiment disparu.

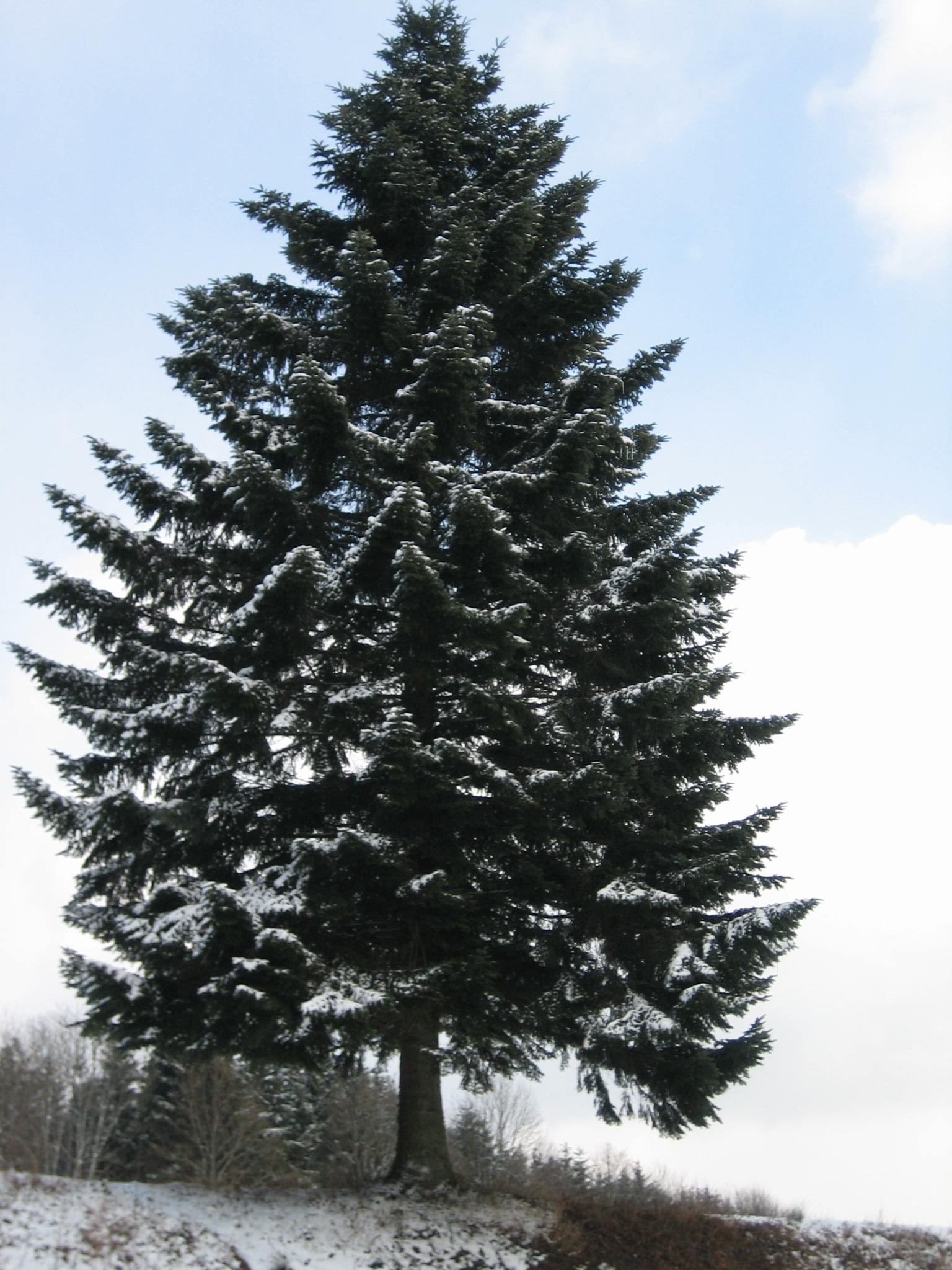
Sapin, abies alba, Wisstànn en alsacien.

La sapinière mêlée de hêtres est la constellation typique des Vosges à l'étage montagnard. Le sapin vosgien affectionne surtout les fonds de vallée et les flancs de montagne à l'est et au nord. Il aime l'ombre, l'humidité. Contrairement à une idée reçue, il n'aime pas la trop la neige abondante car le poids de la neige sur ses branches horizontales les casse ou les endommage. De même, le vent fort et glacial n'est pas idéal pour la reproduction du sapin. Pendant la forte exploitation des chaumes il y a deux siècles et demi, les marcaires allaient aussi se servir dans la partie inférieure de la répandise car le sapin servait à la réfection des charpentes et du gros œuvre des étables mais aussi pour la fabrication des bardeaux nommés essins ou essis ou ehhi en vosgien.